# Lyperogryllacris variegata
Lyperogryllacris variegata är en insektsart som först beskrevs av Heinrich Hugo Karny 1931.  Lyperogryllacris variegata ingår i släktet Lyperogryllacris och familjen Gryllacrididae. Inga underarter finns listade i Catalogue of Life.